# 新奧爾日茨凱

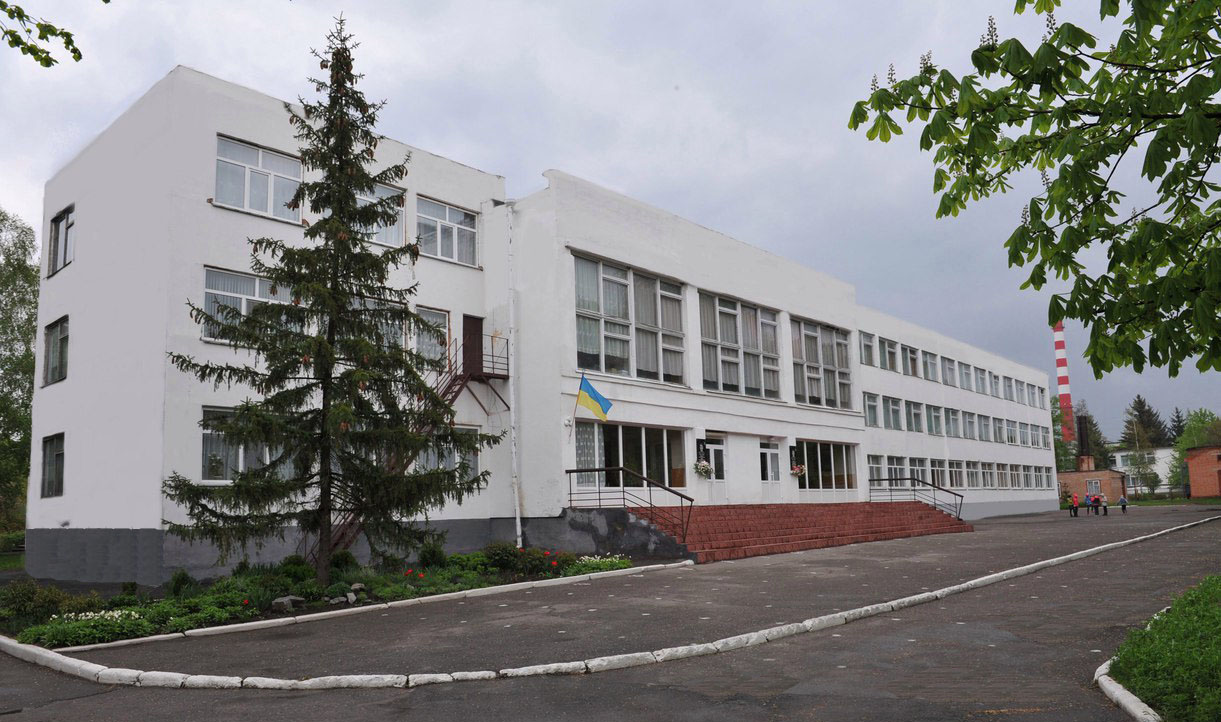
当地小学

50°1′27″N 32°43′41″E / 50.02417°N 32.72806°E
新奧爾日茨凯（烏克蘭語：Новооржицьке），是烏克蘭中部波爾塔瓦州卢布内区新奥尔日茨凯市镇内的市級鎮及其行政中心。距離波爾塔瓦170公里，面積0.75平方公里，2013年人口1,891，人口密度每平方公里2,521人。